# Pelargonium alchemilloides
Pelargonium alchemilloides là một loài thực vật có hoa trong họ Mỏ hạc. Loài này được (L.) Aiton mô tả khoa học đầu tiên năm 1789.